# Hans Ibsen
Hans Ibsen (født 23. oktober 1942 i Maribo) er en dansk medicinsk forsker og professor emeritus. Han var som aktiv forsker en af Danmarks mest anerkendte forskere i forhøjet blodtryk, som han forskede i igennem 30 år. Han har blandt andet modtaget Hagedorn Prisen for sin forskning.

## Levnedsløb
Hans Ibsen er født i 1942 i Maribo som søn af Margrethe og Sigfred Ibsen. Faren var salgsleder hos firmaet C.A.Qvade & Co. Hans blev student fra Maribo Gymnasium i 1961 og læste efterfølgende medicin ved Københavns Universitet. I 1981 fik han den medicinske doktorgrad på en afhandling om forhøjet blodtryk. Han var gæsteprofessor ved University of Michigan i USA i 1981-1982.1986-1990 og igen fra 2007 var han ansat på Holbæk Sygehus. Han har også været tilknyttet Amtssygehuset i Glostrup, hvor han bl.a. har videreført Befolkningsundersøgelserne i Glostrup, der blev igangsat i 1964 og udgør et stort datagrundlag om helbredstilstanden hos befolkningen i det daværende Københavns Amt. Han har været professor ved Aarhus Universitet, formand for for Dansk Hypertensionsselskab (Blodtryksselskab) og udgivet mere end 250 artikler i internationale tidsskrifter.

## Hæder
I 2001 fik Ibsen tildelt Hagedorn Prisen af Dansk Selskab for Intern Medicin. Prisen bestod udover æren af et beløb på 100.000 kr.
Ibsen fik i 2010 HjerneSagens Hæderspris som anerkendelse for sit arbejde for at få udbredt kendskabet til blodtrykkets betydning for helbredet, ikke mindst sammenhængen mellem for højt blodtryk og apopleksi. Ibsen var den første modtager af prisen.